# Муррей (река)
Му́ррей (Ма́рри; англ. Murray) — крупнейшая река в Австралии, формирующая, вместе с самым длинным своим притоком Дарлинг, крупнейшую речную систему страны площадью более 1 000 000 км² (около 12 % всего континента). Длина реки — 2508 км.

## Этимология
Открыта в 1824 г. колонистами Юмом и Ховеллом и названа по имени одного из них рекой Юма. В 1829 году река обследовалась экспедицией Ч. Стерта и была им переименована в Муррей (англ. Murray) в честь министра колоний Великобритании Джорджа Муррея.

## Основные характеристики

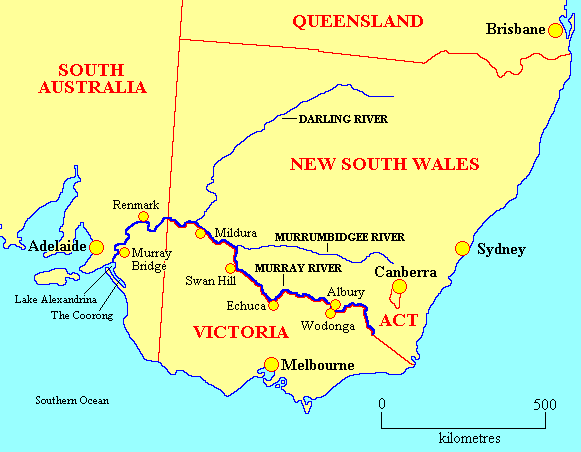

Берёт начало в Австралийских Альпах. По реке проходит большая часть границы между штатами Виктория и Новый Южный Уэльс. Муррей маловоден, многие его притоки пересыхают и разбираются на орошение: из 14 км³ годового стока забирается более 11 км³ (80 %). Большинство забранной воды (до 95 %) расходуется на орошение прилегающих территорий, дающих до 40 % всей сельскохозяйственной продукции Австралии. Река впадает в Большой Австралийский залив Индийского океана.
В прошлом река неоднократно меняла русло: её крупная древняя дельта и сейчас видна на карте в районе Аделаиды, где также было много древних пресных озёр. Впоследствии использовалась для прохода небольших судов, пока падение уровня вследствие ирригации не воспрепятствовало этому.
Акклиматизация новых видов — кроликов и карпов, — имела негативные последствия и привела к сильной эрозии почвы. Кролики уничтожили растительность по берегам реки, а карпы разрыхлили грунт русла, препятствуя таким образом росту водорослей.
Главные притоки: Дарлинг (самый длинный), Маррамбиджи (самый многоводный), Гоулберн, Кампаспе, Лоддон, Митта-Митта.